# Callionymus megastomus
Callionymus megastomus là một loài cá biển thuộc chi Callionymus trong họ Cá đàn lia. Loài này được mô tả lần đầu tiên vào năm 1982.

## Phân bố và môi trường sống
C. megastomus có phạm vi phân bố ở Ấn Độ Dương. Loài cá này được tìm thấy tại vùng biển thuộc Ấn Độ.